# Гикэйки
Гикэйки (яп. 義経記) — японская героическая поэма («гунки-монагатари»), которая повествует о легендах, связанных с Минамото-но Ёсицунэ и его соратниками. Считается, что она была написана во время периода Намбоку-тё. Произведение послужило источником вдохновения для многих театральных постановок японских жанров но, кабуки и бунраку. Большая часть изображений Ёсицунэ и людей связанных с ним (например, Бэнкэй и Сидзука-годзэн), как полагают, была создана благодаря популярности Гикэйки.